# Ansökan
Med ansökan menas att någon lämnar in ett förslag eller önskemål till en myndighet. Denna myndighet ska då bedöma om ansökan ska beviljas eller avslås. Det kan till exempel handla om anställning eller befordran.
Skillnaden mellan ansökan och petition är den att petitionen kan avse vilken ämbetsåtgärd som helst, men ansökan avser sådant som rör den sökande personligen.
Den som är behörig och inger en ansökan i behörig (rätt) tid får den prövad av myndigheten. Petitionen är en begäran som förvaltningen kan lämna utan åtgärd.